# 長谷川元氣
長谷川 元氣（はせがわ げんき、1988年1月5日 - ）は、日本のラグビー選手。

## プロフィール
- 京都府京都市出身。
- ポジションはウィング(WTB)。
- 身長 178cm、体重 85kg
- ニックネームはげんき、はせやん。

## 略歴
中学からラグビーを始めた。
2006年、伏見工業高校卒業後、関東学院大学に入る。なお関東学院大学時代の同級生には安藤泰洋、木村恵輔、中村彰、細川諭、三谷竜生、三輪忠寛らがいる。
2010年、関東学院大学卒業後、リコーブラックラムズに加入。同年12月11日に行われたジャパンラグビートップリーグ第10節のクボタスピアーズ戦に先発出場で公式戦初出場を果たす。 
2014年、ニュージーランドへ研修に行った。
2020年、リコーブラックラムズを退団した。